# Сентер Ајланд (Њујорк)
Сентер Ајланд (енгл. Centre Island) град је у америчкој савезној држави Њујорк.

## Демографија
По попису из 2010. године број становника је 410, што је 34 (-7,7%) становника мање него 2000. године.
| Група             | 2000.       | 2010.       |
| Белци             | 421 (94,8%) | 362 (88,3%) |
| Афроамериканци    | 2 (0,5%)    | 0 (0,0%)    |
| Азијати           | 4 (0,9%)    | 15 (3,7%)   |
| Хиспаноамериканци | 14 (3,2%)   | 30 (7,3%)   |
| Укупно            | 444         | 410         |